# Bang Young-ung
Bang Young-ung (Yesan, 20 de julio de 1942-31 de agosto de 2022) fue un novelista surcoreano.

## Biografía
Bang Yeong-ung nació el 20 de julio de 1942 en Yesan, provincia de Chungcheong del Sur. Se graduó del bachillerato Whimoon y debutó con la novela La historia de Bullye, que se publicó en la revista Creación y crítica (Changjakgwa bipyeong) en 1967.

## Obra
Bang Young-ung debutó en la literatura en 1967 con la novela La historia  del Bullye, que también se adaptó al cine. Sus obras posteriores incluyen la recopilación de relatos La luna (Dal, 1971), y las novelas Piedra metida y piedra sacada (Baekhindolgwa ppophindol, 1980) y La montaña Keumjo (Keumjosan, 1992). Sus primeras obras se centran en la vida rural, pero en los setenta situó sus obras en el ambiente urbano.
Bang Young-ung trata de las vidas de la clase media-baja y la clase obrera de Corea. Sus obras a partir de los sesenta suelen presentar comunidades rurales, mientras que desde los setenta están ambientadas en zonas urbanas, pero los personajes que retrata son básicamente iguales: gente ingenua y tenaz que quizá no sale victoriosa, pero que soporta porfiadamente la vida llena de penas y adversidades. En particular, los personajes rurales que describe no son capaces de aceptar otra vida que no sea la que ellos siempre han conocido, por lo que se quedan atrás en un mundo que se transforma rápidamente. Se puede detectar un cierto toque de fatalismo en La historia de Bullye (Bullyegi, 1967) y en La luna (Dal), pero en general la esperanza aflora en la obra de Bang Yeong-ung.

## Obras en coreano[5]
Novelas
- La historia de Bullye (1968)
- Piedra metida y piedra sacada (1980)
- La montaña Keumjo (1992)

Relatos cortos
- "Cuentos de la vida" (1974)
- "Primera nieve" (1976)

## Premios
Premio literario Hankook Ilbo (1969)